# Towards a New Socialism
Towards a New Socialism är en fackbok från 1993 skriven av den skotske datavetaren Paul Cockshott, medförfattare av den skotska ekonomiprofessorn Allin F. Cottrell. Boken beskriver i detalj ett förslag till en komplex planerad socialistisk ekonomi, inspirerad av cybernetik, Karl Marx verk och den brittiske operationsforskaren Stafford Beers modell från 1973 av ett distribuerat beslutsstödssystem kallat Project Cybersyn. Aspekter av ett socialistiskt samhälle såsom direkt demokrati, utrikeshandel och egendomsrelationer utforskas också. Boken är, med författarnas ord, "vårt försök att besvara idén att socialismen är död och begraven efter Sovjetunionens fall."
Boken behandlades i en artikel i Süddeutsche Zeitung år 2017, och recenserades av Leonard Brewster i vårnumret 2004 av Quarterly Journal of Austrian Economics.

## Innehåll
Boken är indelad i 15 kapitel, exklusive inledningen:
1. Ojämlikhet
2. Eliminera ojämlikhet
3. Arbete, tid och datorer
4. Grundläggande begrepp inom planering
5. Strategisk planering
6. Detaljerad planering
7. Makroekonomisk planering
8. Marknadsföring av konsumtionsvaror
9. Planering och information
10. Utrikeshandel
11. Handel mellan socialistiska länder
12. Kommunen
13. Om demokrati
14. Fastighetsförhållanden
15. Några motsatta åsikter beaktas

## Idéer presenterade
De viktigaste dragen som skiljer Cottrells och Cockshotts idéer från andra socialistiska tendenser är:
1. Ett rigoröst teoretiskt försvar av ekonomisk planering
2. Användningen av icke-cirkulerande arbetspengar för att ersätta cirkulerande valuta
3. Atensk deltagande demokrati, särskilt användningen av sortering snarare än val för att fylla så många politiska ämbeten som möjligt

Var och en av dessa representerade stora avvikelser från vad som då var de huvudsakliga strömningarna inom socialistisk opinion. Sovjetunionens fall hade övertygat många socialister om att den ekonomiska planeringen skulle överges. Cottrell och Cockshott hävdade däremot att ny datorteknik plus deltagande demokrati faktiskt möjliggjorde ekonomisk planering i större utsträckning än någonsin, ett faktum som skulle komma att noteras i andra böcker om ekonomisk planering i Japan och den privata industrin. Marx ansåg att icke-cirkulerade arbetskrediter var avgörande för socialismen i sitt verk Kritik av Gotha-programmet (samtidigt som han kritiserade inkompetenta försök att genomföra dem), och en tidigare generation socialister (särskilt Edward Bellamy i hans populära bok från 1800-talet, Looking Backwards), hade förespråkat dem. Men efter Frederick Engels död flyttade Karl Kautsky den socialistiska rörelsen bort idén i början av 1900-talet, vilket (bland annat) ledde till att arbetspengar aldrig implementerades i Sovjetunionen (med tanke på Kautskys betydande inflytande på Lenins socialistiska organisering). Enligt Cottrell och Cockshotts idé om arbetskrediter skulle någon som arbetar 8 timmar om dagen få 8 timmars kredit, varor och tjänster skulle prissättas i termer av den arbetskraft som krävs för att tillverka dem, priserna skulle justeras uppåt/nedåt i enlighet med utbud och efterfrågan, och arbetspengarna skulle ta ut varandra snarare än att cirkulera när de används för ett köp. Idén införlivade arbete från det växande området ekonofysik, särskilt arbetet av de israeliska matematikerna Emmanuel Farjoun och Moshe Machover, vars bok Laws of Chaos empiriskt visade att arbetsinnehållet var ansvarigt för cirka 95 % av en varas pris. Åratal senare skulle ekonofysikern Victor Yakovenko vid University of Maryland visa att cirkulerande pengar i sig skapar en ojämn Gibbs-Boltzmann-fördelning inom en ekonomi, även när man utgår från förhållanden av perfekt jämlikhet.
Betoningen på atensk demokrati härrörde från en önskan att undvika oligarkins järnlag, en tendens som Robert Michels noterade för att ledningen för en organisation skulle förvandla även demokratiska organisationer till diktatur om de fick chansen. Enligt Cottrell och Cockshott innebar Lenins misslyckande med att redogöra för denna tendens i State and Revolution (publicerad 1917) att Sovjetunionen aldrig kunde hitta en stabil demokratisk regeringsform, och därmed urartade den vid Stalins tid till en stabil men auktoritär enpartistat. Denna diktatur förvrängde ytterligare den sovjetiska ekonomin, eftersom stora ekonomiska beslut fattades av en politisk elit med liten inverkan på eller hänsyn till den större befolkningens behov, vilket resulterade i de klassiska kännetecknen för den sovjetiska ekonomin: Snabba framsteg inom områden som rymdutforskning och vapen som gynnades av det politiska etablissemanget, utbredd brist på konsumtionsvaror och den sovjetiska regeringens misslyckande med att utveckla ett tidigt internet efter att projektets främsta förespråkare fallit i onåd hos kommunistpartiets ledning under Brezjnev-eran. Atensk demokrati undviker detta resultat genom att välja politiska ledare på grundval av lottdragning snarare än val. Cottrell och Cockshott citerar Aristoteles och noterar att val har en aristokratisk tendens som har varit känd sedan antikens Aten: att rösta på den man anser vara bäst innebär vanligtvis att rösta på den som har mest pengar, status eller utbildning för att övertyga väljarna om att de är "bäst". Av denna anledning valde det demokratiska Aten sina lagstiftande, rättsliga och verkställande maktens tjänstemän helt genom lottning och reserverade val endast för militärgeneraler där specifika färdigheter inom militärkonst krävdes. Cottrell och Cockshott efterlyser ett återställande av denna demokratiska praxis och menar att det är det enda sättet att eliminera barriären mellan härskare och styrda, och förhindra att härskarna bildar en kast som blir alltmer separerad från resten av befolkningen.

## Mottagning
Leonard Brewster, fil.dr., recenserade boken i vårnumret 2004 av Quarterly Journal of Austrian Economics och menade att "Cockshott och Cottrell har kommit så nära att utveckla en seriös, aktuell version av en nymarxistisk politisk ekonomi som vi sannolikt kommer att få se."Brewster medger att C&C har "lyckats med att bemöta en version av beräkningsargumentet" men skriver att detta "ironiskt nog klargör och stärker skälen till att betrakta socialistisk beräkning inte bara som besvärlig, utan omöjlig, och värdering i termer av arbete som en illusion." Vidare menar Brewster att C&C:s medgivande av en marknad för konsumtionsvaror i själva verket gör deras modell till ett "kapitalistiskt, varuproducerande samhälle".
År 2009 publicerade Cockshott en artikel med titeln "Anteckningar för en kritik av Brewster" där han svarade på Brewsters argument mot bokens modell. Cockshott hävdar att Brewster har "fel när han säger att våra arbetsvärden inte längre är arbetsvärden eftersom de nu påverkas av marknadspriser", och menar att snedvridningen av arbetsvärdeförhållandena, som manifesterar sig genom bytesvärdeförhållanden i kapitalistiska ekonomier, är en kortsiktig artefakt av obalanser mellan utbud och efterfrågan. Vidare menar Cockshott att det faktum att dessa distinktioner bibehålls i hans modell inte "förhindrar att arbetsvärden kan användas för ekonomisk beräkning när det gäller mellanvaror". Sammanfattningsvis hävdar Cockshott att "vi menar att marknaden har en plats, men bara en begränsad plats. Den bör begränsas till konsumtionsvaror, och även här är marknadsindikatorer inte det ultimata förhållandet. De är bara en bland många begränsningar som samhället måste erkänna."